# حارة المغاربة
حَارَةُ المَغَارِبَةِ حَيٌّ مَقْدِسِيٌّ كان يقع بمحاذاة الركن الجنوبي الشرقي للمسجد الأقصى وفي أقصى جنوب البلدة القديمة. دمّره الاحتلالُ الإسرائيليُّ في ربيع الأول 1387 (1967 مـ). هاجر سكانُه المشرَّدون إلى مُخَيَّمِ شُعْفَاطَ ومدينة عَمَّانَ ومنهم من رحل إلى المغرب. ما زالت عائلاتُ الحيِّ المطرودةُ تنتخبُ مُخْتَارًا (أو مُقَدَّمًا كما في الاصطلاح المغربي) يمثّلُ حيَّها وإن لم يعدْ موجودا. المختار الحاليُّ هو محمد عبد الحق؛ هو من مواليد الحارة ومِمَّنْ شهِدوا تدميرَها وهو ابنُ الحاج إبراهيم عبد الحق الذي قدِمَ فلسطينَ من مدينة الرباط في عشرينيات القرن العشرين للميلاد؛ التجأ والدُه إبراهيمُ إلى حارة المغاربة بعد طرده والفلسطينيين من قرية بيت شنة في رمضان من عام النكبة (1367).
عدد كبير من أحفاد الفلسطينيين المغاربة ما زالوا يقيمون في القدس الشرقية والضفة الغربية وقطاع غزة، ومنهم عائلات "العلمي"و"المصلوحي" و"الريفي"، و"حبوش" وغيرهم. رغم عدم توفر إحصاءات دقيقة لعددهم في فلسطين إلا أنهم لا يقلون عن 20 ألف شخص. 

## التسمية
تنسب الحارة إلى المغاربة الذين سكنوها، حيث تعود إقامتهم بهذا الحي إلى سنة 296هـ/909م. لم تكن مصادفة أن يُخص أهلُ القدس المَغاربة دون سواهُم بإطلاق اسمهم على حي مُلاصق للحرم الشريف فِي بيت المَقدس، ولم يكُن من باب المُجاملة السياسية أن يطلق اسم باب المغاربة على واحدٍ من أهم أبواب الحرم القدسي الشريف ففِي يوم الجُمعة (27 من رجب لعام 583 هـ = 2 من تشرين الأول 1187 م)، شاء الله أن ينتصِر المُسلمون في معركة حطين الَّتِي فتح الله بهَا بيت المقدس على المسلمين.
فبعد أن انتهت الحرب وافتُتِحت القُدس، قرَّر المغاربة العودة لبلادهم، لكن صلاح الدين الأيوبي تمسَّك بهم وألحَّ عليهم أن يستوطنوا القدس وتعجَّب الجميع من هَذا الطلب في حين أنَّه سمحَ للشاميين والعراقيين والمصريّين بالرُّجوع لأوطانِهم وهنا قال مقولته الشَّهيرة: «أسكنت هناك من يثبتون في البر ويبطشون في البحر، وخير من يؤتمنون على المسجد الأقصى وعلى هذه المدينة».

## مكانها وتدميرها

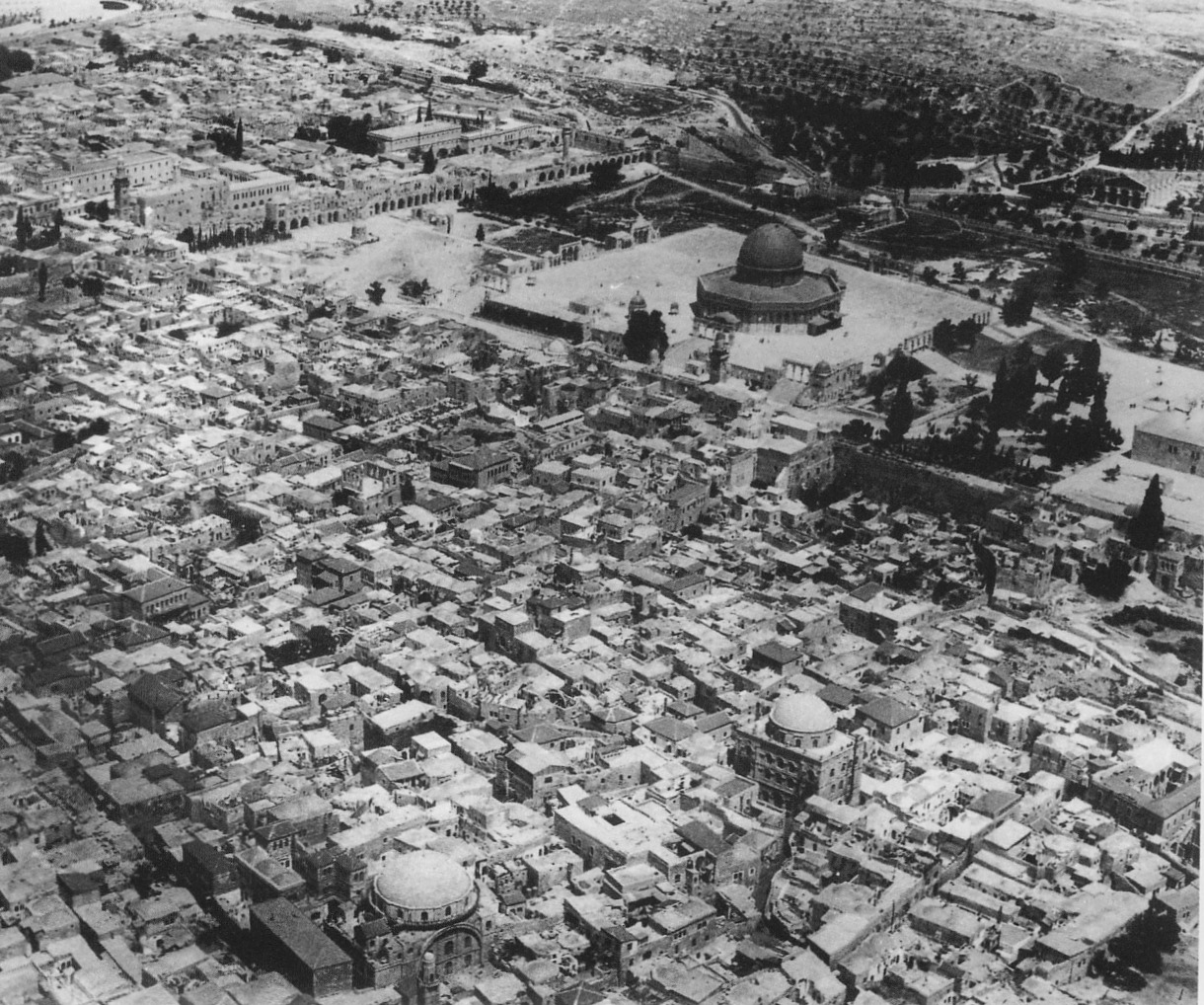
حارة المغاربة بالقدس في العام 1900.

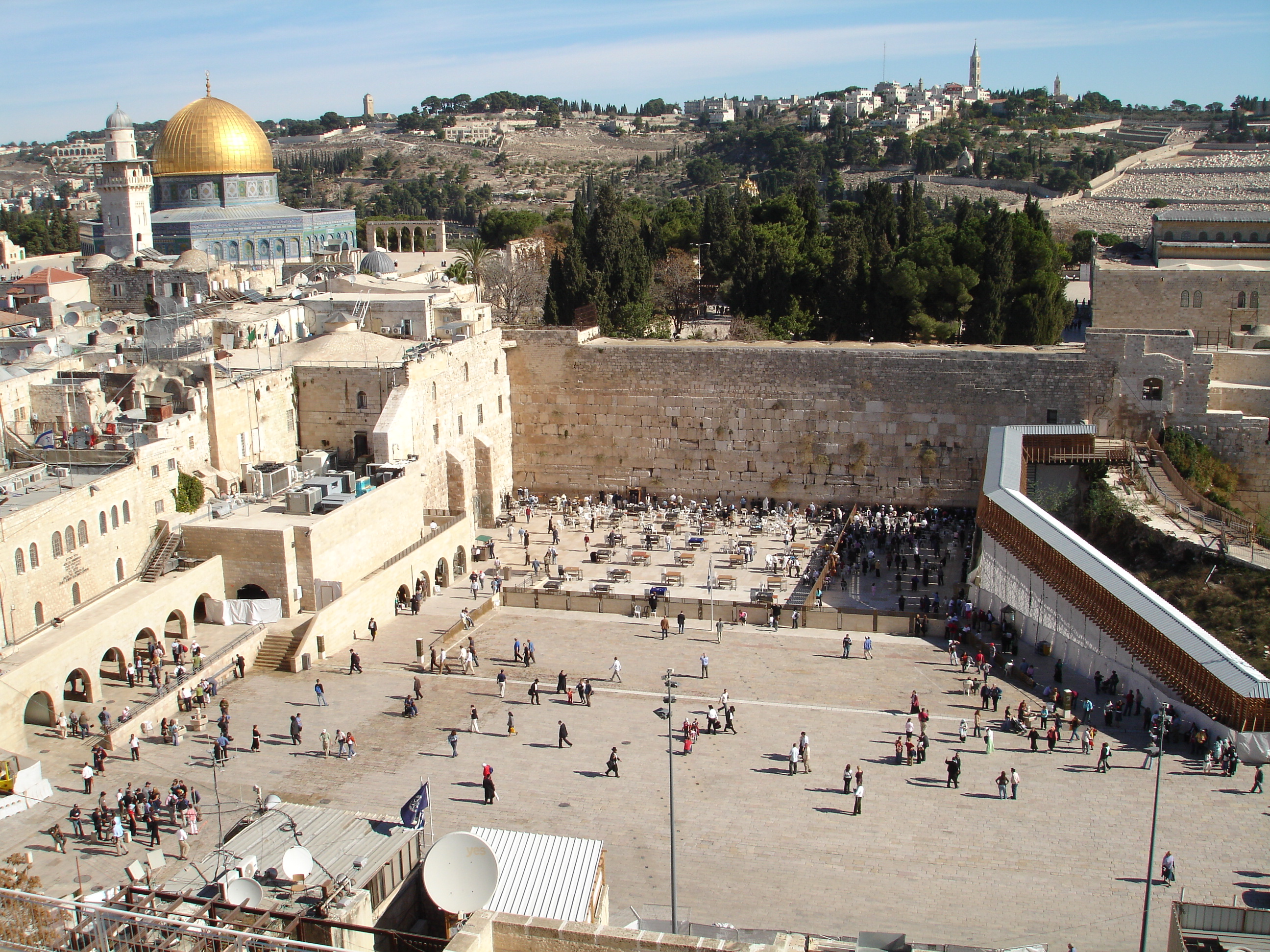
حائط البراق (حائط المبكى).

كانت حارة في جنوب شرق البلدة القديمة لمدينة القدس، بجوار حائط البراق (حائط المبكى). في 6 يونيو 1967 وخلال حرب الأيام الستة، احتل الجيش الإسرائيلي الجزء الشرقي من مدينة القدس الذي كان في ذلك الحين تحت الإدارة الأردنية. عند نهاية الحرب (في ال10 أو ال11 من يونيو) دمرت إسرائيل الحارة (التي شملت 135 بيتا سكنيا ومسجدين، أحدهما مسجد البراق الشريف). وهناك تقرير يشير إلى رئيس بلدية القدس الغربية تيدي كولك كمن أمر بتدمير  حسب تقرير آخر لفت ضابط إسرائيلي انتباه وزير الدفاع الإسرائيلي موشي ديان إلى وجود مراحيض ملتصقة بحائط البراق، فأعطاه إذناً بهدمها مع الحارة كلها.
كانت النية من تدمير الحارة، هي توسعة المكان لإظهار الأجزاء المخفية من حائط المبكى وإقامة ساحة لاستقبال مئات الآلاف من اليهود الذين يأتون لأداء الصلاة قبال الحائط بعد أن منعت السلطات الأردنية احتشاد اليهود أمام الحائط من قبل.

## رموز الحي
كان هذا الحي رمزا لتعلق سكان المغرب بالقدس، فمنذ السنوات الأولى لاعتناق البربر الإسلام، كان جُلُّهم يمر بالشام بعد إتمام فريضة الحج حتى ينعم برؤِية مسرى الرسول ويحقق الأجر في الرحلة إلى المساجد الثلاثة (المسجد الحرام والمسجد النبوي والمسجد الأقصى). كان المغاربة يقصدونه كذلك طلبا للعلم، كما أن الكثير من أعلامهم أقاموا هناك لبضع سنوات، كأمثال الشيخ المقري التلمساني صاحب كتاب «نفح الطيب» والشيخ سيدي صالح حرازم المتوفي بفاس في أواسط القرن السادس.
لم تكن فريضتي الحج وطلب العلم هما الدافعان الوحيدان لتواجد سكان من المغرب في تلك البقعة، بل كان هنالك دافع ثالث لا يقل أهمية وهو المشاركة في الحرب خلال الحروب الصليبية. فقد تطوع المغاربة في جيوش نور الدين وأبلوا بلاءً حسناً، وبقوا على العهد زمن صلاح الدين الأيوبي بل إزداد عددهم سنة 583 هـ 1187م إبان تحرير هذا الأخير لمدينة القدس. بعد الفتح، اعتاد المغاربة أن يجاوروا قرب الزاوية الجنوبية الغربية لحائط الحرم أقرب مكان من المسجد الأقصى. وعِرفَاناً منه، وَقَفَ الملك الأفضل ابن صلاح الدين الأيوبي هذه البقعة على المغاربة سنة 1193 (583 ه) وهي نفس السنة التي توفي فيها صلاح الدين بعد خمس سنوات من فتحه المدينة. سُمي الحي منذ ذلك الحين باسم حارة أو حي المغاربة، وكان يضم بالإضافة إلى المنازل عديداً من المرافق، أهمها المدرسة الأفضلية التي بناها الملك الأفضل وحملت إسمه.
عمل الكثير من سكان المغرب بعد ذلك على صيانة هذا الوقف وتنميته، باقتناء العقارات المجاورة له وحبسها صدقاتٍ جارية. من أشهر هؤلاء، نذكر العالم أبا مدين شعيب تلميذ الشيخ سيدي صالح حرازم ودفين مدينة تلمسان الجزائرية (594 هـ) الذي حبس مكانين كانا تحت تصرفه، احدهما قرية تسمى عين كارم بضواحي القدس والآخرُ إيوانٌ يقع داخل المدينة العتيقة ويحده شرقا حائط البراق.
ظلت جميع تلك الأوقاف محفوظة عبر السنين، وظلت الدُّول المتعاقبة على الحكم تحترمها خاصة أيام الدولة العثمانية وكذلك أيام الانتداب البريطاني.
في المرحلة النهائية من المعارك في القدس في غضون حرب يونيو 1967 احتل الجيش الإسرائيلي حي المغاربة مع باقي حارات القدس التي خضعت للسلطة الأردنية، وفي 10 يونيو 1967 أمرت السلطات الإسرائيلية بإخلاء سكان الحارة وتدميرها لتُسويه بالأرض لتقيم مكانه ساحة عمومية قبالة حائط البراق لرؤية التهديدات من مسافة كافية. تم التدمير خلال ساعات قليلة وشمل 138 بناية من بينها جامع البراق وجامع المغاربة وكذلك المدرسة الأفضلية، الزاوية الفخرية ومقام الشيخ.

## إعادة توطين السكان
بادر ملك المغرب الحسن الثاني بمساعدة بعض المقيمين المطرودين بعد تدمير الحارة للرجوع إلى المغرب، بينما استقر البعض الآخر في أحياء أخرى من القدس ومنهم من لجأ إلى مخيم شعفاط شمالي المدينة.